# Compulsion Games
Compulsion Games est un studio de développement de jeu vidéo basé à Montréal au Canada.
Le studio est fondé par Guillaume Provost, un Canadien ayant travaillé pour Arkane Studios.
Le studio est racheté par Xbox Game Studios en 2018.

## Jeux développés
| Titre             | Année | Genre           | Plateforme                                                          | Éditeur                | Notes |
| ----------------- | ----- | --------------- | ------------------------------------------------------------------- | ---------------------- | ----- |
| Contrast          | 2013  | Plates-formes   | Microsoft Windows, PlayStation 3, PlayStation 4, Xbox 360, Xbox One | Focus Home Interactive |       |
| We Happy Few      | 2018  | Action-aventure | Microsoft Windows, PlayStation 4, Xbox One                          | Gearbox Software       |       |
| South of Midnight | 2025  | Action-aventure | Microsoft Windows, Xbox Series                                      | Xbox Game Studios      |       |